# Ковалов
Ковалов (словац. Koválov) — село, громада округу Сениця, Трнавський край. Кадастрова площа громади — 13.62 км².
Населення 698 осіб (станом на 31 грудня 2020 року).

## Географія
Протікає Ковальовський потік.

## Історія
Ковалов згадується 1392 року.

## Населення
| Рік:            | 1994. | 2004.   | 2014.   | 2024.   |
| --------------- | ----- | ------- | ------- | ------- |
| Кількість осіб: | 646   | 656     | 706     | 677     |
| Різниця:        |       | +1,54 % | +7,62 % | -4,10 % |

| Рік:            | 2023. | 2024.   |
| --------------- | ----- | ------- |
| Кількість осіб: | 684   | 677     |
| Різниця:        |       | -1,02 % |